# Otostigmus geophilinus
Otostigmus geophilinus är en mångfotingart som beskrevs av Haase 1887. Otostigmus geophilinus ingår i släktet Otostigmus och familjen Scolopendridae. Inga underarter finns listade i Catalogue of Life.